# Monaster Reževići
Monaster Reževići – prawosławny męski klasztor w Czarnogórze, w regionie Budvy, w Metropolii Czarnogóry i Przymorza Serbskiego Kościoła Prawosławnego.
Kompleks klasztorny składa się z cerkwi Zaśnięcia Matki Bożej konsekrowanej w 1223, powstałej za środki przekazane przez Stefana Pierwszego Koronowanego, oraz cerkwi Trójcy Świętej z 1351, również fundacji Nemaniczów. Obiekt ten wzniesiony jest na planie krzyża z absydą, w której znajduje się pomieszczenie ołtarzowe, oraz fasadą dekorowaną rozetą. Dzwonnica monasterska znajduje się w sąsiedztwie cerkwi Trójcy Świętej. Pierwotnie w klasztorze istniała jeszcze cerkiew św. Stefana, która przetrwała do naszych czasów w ruinie.
Klasztor był wielokrotnie niszczony i odbudowywany. W latach 1705 i 1785 został obrabowany przez Turków, w 1812 splądrowały go wojska francuskie. Ponowne zniszczenia przyniosło trzęsienie ziemi w Czarnogórze w 1979.